# Miltonvale Park
Miltonvale Park est un village de l'Île-du-Prince-Édouard, au Canada. La municipalité a été incorporée en 1974.

## Démographie
| 2001  | 2006  | 2011  | 2016  |
| ----- | ----- | ----- | ----- |
| 1 185 | 1 163 | 1 153 | 1 148 |